# 源ガブリエル
源 ガブリエル（みなもと - 、Gabriel Minamoto、1997年3月17日 - ）は、日本のサッカー選手、通訳。

## 経歴
群馬県出身。日系4世のブラジル人で、日本の国籍を持つ。
前橋育英高等学校が2014年の高校サッカー選手権で準優勝した際は、大会登録メンバー入りしていた。
専修大学卒業後、関東サッカーリーグ2部のヴェルフェ矢板に加入。
2020年・2021年は、Jリーグの横浜FCに通訳として所属した。
2022年は東京都社会人リーグ1部のSHIBUYA CITY FCにて選手登録。26番を付ける。2022年3月27日の三菱UFJとの開幕戦でゴールを決めている。

### 出身校
前橋育英高等学校→専修大学経済学部経済学科2019年3月卒業